# Hugo Sandén
Martin Hugo Sandén, född 9 januari 1861 i Grolanda socken, Skaraborgs län, död 15 december 1919 i Mariestad, var en svensk ämbetsmän och politiker. Han var svärfar till Elis Almgren.
Sandén avlade  hovrättsexamen vid Lunds universitet 1885 och blev kronofogde i Lidköpings fögderi 1895. I riksdagen var han ledamot av andra kammaren 1900–1902 samt 1906–1908. Sandén var landskamrerare i Skaraborgs län från 1910 till sin död. Han blev riddare av Nordstjärneorden 1916.